# جبهة مقفلة

مخطط يظهر تشكل إعصار مع وجود جبهة مقفلة، والتي يرمز لها بخط بنفسجي.

رمز الجبهة المقفلة

الجبهة المقفلة (أو الجبهة المسدودة) في علم الأرصاد الجوية هي ظاهرة مناخية تحصل عند قدوم جبهة هوائية باردة لتحل محل جبهة دافئة، مما يؤدي إلى حصر الهواء الدافئ (مكان مقفل) لينتقل من المركز إلى الأطراف القريبة من سطح الأرض. يسمى مكان الالتقاء اصطلاحاً باسم النقطة الثلاثية.
تنتشر الجبهات المقفلة في أماكن المنخفضات الجوية، وتصنف إلى نوعين:
- الجبهة الهوائية المقفلة الباردة تتشكل عند وجود كتلة هوائية دافئة محصورة بين كتلتين هوائيتين باردتين.
- الجبهة الهوائية المقفلة الدافئة تتشكل كما هو الحال في الجبهة الهوائية المقفلة الباردة، لكن بوجود كتلة هوائية دافئة محصورة بين كتلة هوائية باردة جدا في الأمام، وكتلة هوائية باردة في الخلف. [2]

## اقرأ أيضاً
- جبهة هوائية
- كتلة هوائية
- جبهة دافئة
- جبهة باردة